# NGC 5704
NGC 5704 (другие обозначения — NGC 5708, UGC 9430, MCG 7-30-44, ZWG 220.42, IRAS14363+4040, PGC 52315) — спиральная галактика (Sd) в созвездии Волопас.
Этот объект занесён в новый общий каталог несколько раз, с обозначениями NGC 5704, NGC 5708.
Этот объект входит в число перечисленных в оригинальной редакции «Нового общего каталога».
В галактике вспыхнула сверхновая SN 2002jo типа Ia, её пиковая видимая звездная величина составила 16,4.